# Белов, Николай Сергеевич
Белов Николай Сергеевич (род 13 августа 1987, Москва, СССР) — российский хоккеист, защитник. Мастер спорта России (2024).

## Карьера
В хоккей Белова в возрасте пяти лет привёл отец. Сначала занимался в хоккейной школе «Спартака», в восьмилетнем возрасте перешёл в СДЮШОР «Динамо». В 12 лет стал капитаном детской команды «Динамо», через три года стал всё чаще проходить в состав основной команды.
Через год после первого сезона в команде мастеров «Динамо» перебрался в ХК «Капитан» Ступино, где впоследствии стал одним из лучших игроков и заинтересовал скаутов лениногорского «Нефтяника», в который и перешёл. Сезон в «Нефтянике» сложился не совсем удачно, вследствие чего Белов перешёл в нижнекамский «Нефтехимик». Он стал лучшим защитником команды и стал регулярно вызываться в национальную сборную.
В январе 2014 года подписал контракт с казанским «Ак Барсом».
рьеру. Один случай — самый яркий. Хоккеист работал охранником в клубе, откуда его вытащил Владимир Крикунов. Но тогда Николай был молод и полон После сезона 2016/17 года из-за тяжелой травмы пропустил два года. С 2019 года играл во втором дивизионе Швеции. В ковидный сезон 2019/20 подрабатывал мойщиком посуды и официантом.

## Достижения
- Лучший новичок месяца в декабре 2009 года.
- Обладатель Кубка Карьяла 2011 года.
- Обладатель Кубка Первого канала 2011 года.
- Обладатель Кубка Гагарина 2015 года.